# ADN superenrotllat

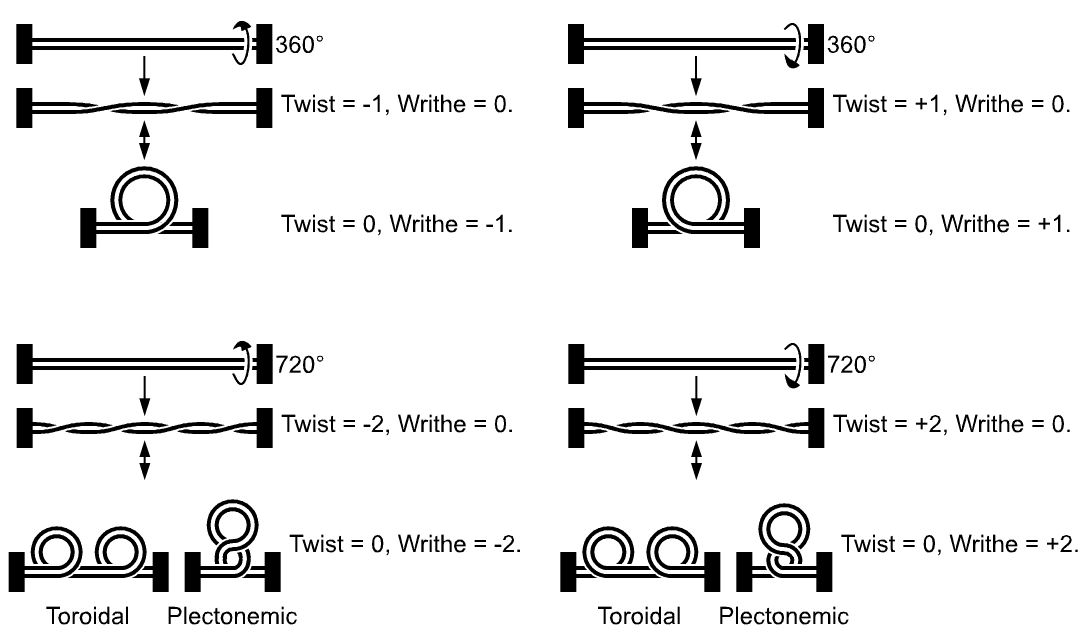
Estructura de molècules enrotllades d'ADN

L'ADN superenrotllat és una molècula d'ADN bicatenari que està retorçada o girada sobre si mateixa, de manera que l'eix de la doble hèlix pròpia de l'ADN no segueix una corba plana sinó que forma una altra hèlix (la superhèlix).
El concepte d'ADN superenrotllat apareix com a resultat de l'anàlisi topològic de la molècula d'ADN. Una molècula amb la mateixa seqüència de nucleòtids pot estar en estat relaxat o en diferents estats d'enrotllament. Aquestes molècules reben el nom de topoisòmers, car són idèntiques excepte en la seva topologia.
Les molècules poden sofrir superenrotllament tant positiu com negatiu, depenent del sentit de la torsió. Per tal que el superenrotllament es mantingui, cal que la molècula estigui topològicament restringida; és el que passa amb un ADN bicatenari circular tancat covalentment. Un ADN bicatenari lineal pot estar restringit quan està unit a proteïnes o a causa de la gran longitud de la seva cadena.
La generació de superenrotllament és la conseqüència d'una tensió estructural en la mateixa molècula. In vivo, el procés està regulat pels enzims topoisomerases.
Una manera de distingir entre topoisòmers és realitzar una correguda electroforètica, car les diferents conformacions posseeixen volums diferents, per la qual cosa migren a diferent velocitat en el gel d'electroforesi; l'ADN superenrotllat és més compacte i migra una distància superior a la de l'ADN relaxat.